# Maria Carolina Wolfová
Maria Carolina Wolfová, rozená Benda (27. prosince 1742 Berlín – 2. srpna 1820 Výmar), byla německá pěvkyně, klavíristka a hudební skladatelka z rozsáhlého rodu významných hudebníků. Byla dcerou vynikajícího houslisty a skladatele českého původu Františka Bendy a jeho první ženy Franzisky Louisy Eleonory Stephanieové.

## Životopis

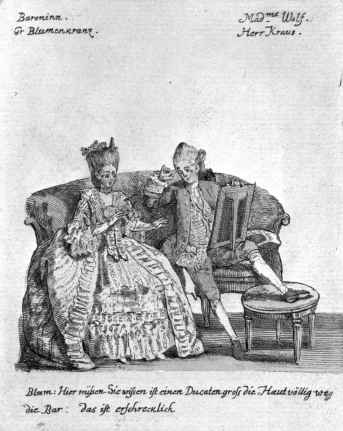
Marie Carolina Wolfová ve hře Der Postzug, leden 1776, Výmar

František Benda se pečlivě staral o rozvoj hudebnosti všech svých dětí. Protože ale v té době panoval názor, že hra na housle nebo na dechové nástroje ženám nepřísluší, vyučoval Marii Carolinu a také její sestru Julianu hře na klavír a zpěvu. Hudební výchova Marie však nemohla být příliš intenzívní, protože se po smrti matky (1758) spolu s nejstarší sestrou Wilhelmínou musela starat o chod domácnosti.
Když bylo v roce 1761 Marii osmnáct let, vydala se s otcem z Berlína na koncertní turné do Gothy. Zde se setkali s Františkovou sestrou Annou Františkou, která tu se svým mužem Dismasem Hatašem působila na dvoře sasko-gothsko-altenburského vévody. Turné pokračovalo do Rudolstadtu a Výmaru, jenž byl pravým cílem cesty. Na dvoře výmarské vévodkyně Anny Amalie von Sachsen-Weimar-Eisenach byla totiž první komornou sestra zemřelé Bendovy manželky Carolina Stephainová a ta se stala jeho druhou ženou. Její místo první komorné zaujala Bendova nejstarší dcera Wihelmína a Marie Carolina byla na výmarský dvůr přijata nejen jako komorná, ale především jako pěvkyně a hudebnice, což byla běžná kombinace na malých německých panovnických dvorech.
Ve Výmaru se Marie Carolina Bendová seznámila s dvorním koncertním mistrem Ernstem Wilhelmem Wolfem (1735–1792). Pravidelně se setkávali na každotýdenních koncertech, které vévodkyně pořádala. Spojovala je láska k hudbě a když byl Ernst Wolf v roce 1768 jmenován dvorním kapelníkem, stala se Marie o dva roky později jeho ženou. V roce 1775 založila vévodkyně divadlo Liebhabertheater, jehož vedoucím se o rok později stal Johann Wolfgang von Goethe a Marie Wolfová se stala členkou divadelní společnosti (1775-83).

## Dílo
Maria Carolina Wolf / Benda byla výbornou zpěvačkou a se svým manželem měla několik koncertních turné do Postupimi a Berlína.
 Skládala také písně s klavírním doprovodem, které její muž Ernst Wolf zařadil do sbírek:
- 51 Lieder der besten deutschen Dichter mit Melodien
- Mildheimischen Liederbuch